# Hűtlen kezelés
A büntetőjogban a hűtlen kezelés a vagyon elleni bűncselekmények egyike. Csak olyan személy követheti el, akit idegen vagyon kezelésével bíztak meg.

## Elhatárolási kérdések
A hűtlen kezelést  el kell határolni a hanyag kezeléstől és a költségvetési csalástól.

## A korábbi szabályozás
A korábbi szabályozást az 1978. évi IV. törvény 319. § (1)-(2) bekezdései tartalmazták.

## A hatályos szabályozás
A hűtlen kezelésről a 2012. évi C. törvény 376. §-a rendelkezik.
Akit idegen vagyon kezelésével bíztak meg, és ebből folyó kötelességének megszegésével vagyoni hátrányt okoz, hűtlen kezelést követ el. 
A büntetés vétség miatt 2 évig terjedő szabadságvesztés, ha

a) a hűtlen kezelés kisebb vagyoni hátrányt okoz, vagy

b) a szabálysértési értékhatárt meg nem haladó vagyoni hátrányt okozó hűtlen kezelést gyám vagy gondnok e minőségében követi el. 
A büntetés bűntett miatt 3 évig terjedő szabadságvesztés, ha 

a) a hűtlen kezelés nagyobb vagyoni hátrányt okoz, vagy
b) a kisebb vagyoni hátrányt okozó hűtlen kezelést gyám vagy gondnok e minőségében követi el.
A büntetés 1 évtől 5 évig terjedő szabadságvesztés, ha 

a) a hűtlen kezelés jelentős vagyoni hátrányt okoz, vagy 

b) a nagyobb vagyoni hátrányt okozó hűtlen kezelést gyám vagy gondnok e minőségében követi el.
A büntetés 2 évtől 8 évig terjedő szabadságvesztés, ha 

a) a hűtlen kezelés különösen nagy vagyoni hátrányt okoz, vagy 

b) a jelentős vagyoni hátrányt okozó hűtlen kezelést gyám vagy gondnok e minőségében  követi el.
A büntetés 5 évtől 10 évig terjedő szabadságvesztés, ha
a) a hűtlen kezelés különösen jelentős vagyoni hátrányt okoz, vagy 

b) a különösen nagy vagyoni hátrányt okozó hűtlen kezelést gyám vagy gondnok e minőségében követi el.

## Az értékhatárok 2022-ben vagyon elleni bűncselekményeknél
- Szabálysértési értékhatár:	 0,- Ft – 50.000,- Ft-ig
- Kisebb érték:	50.000,- Ft. – 500.000,- Ft.
- Nagyobb érték	500.000,- Ft. – 5.000.000,- Ft.
- Jelentős érték:	5.000.000,- Ft. – 50.000.000,- Ft.
- Különösen nagy érték:	50.000.000,- Ft. – 500.000.000,- Ft.
- Különösen jelentős érték:	500.000.000,- Ft-tól

## Külső hivatkozások
- Nemzeti Jogszabálytár